# Bonne Marie Félicité de Sérent
Bonne Marie Félicité de Sérent, nacida de Montmorency-Luxembourg (18 de febrero de 1739-4 de febrero de 1823), fue una cortesana francesa. Sirvió como dame d'atour de la princesa Isabel de Francia desde 1776 hasta 1792 y como dama de honor de María Teresa de Francia desde 1799 hasta 1823.

## Biografía
Fue hija del duque Charles Anne Sigismond de Montmorency-Luxembourg y de Marie-Etiennette de Bullion de Fervaques. Descrita como una mujer poderosa, piadosa y de profundas convicciones realistas, contrajo matrimonio el 23 de enero de 1754 con Armand-Louis de Sérent.
En 1776, Sérent fue asignada como dame d'atour de la princesa Isabel de Francia cuando ésta abandonó el puesto de gobernanta de los infantes reales y estableció su propio palacio. Tras el estallido de la Revolución francesa, Sérent perteneció al grupo de cortesanos que acompañó a la familia real a París tras la marcha sobre Versalles en octubre de 1789, continuando al servicio de Madame Isabel en el Palacio de las Tullerías.
Tras el encarcelamiento de la princesa y del resto de la familia real en la prisión del Temple en 1792, Sérent siguió manteniendo contacto con Isabel, alentándola a emigrar con el fin de salvarse. Este contacto fue mantenido en ocasiones gracias a Clery, sirviente de Luis XVI, y posteriormente a través del cocinero Turgot, quien describió este hecho: 

Mme la marquesa de Sérent era la principal persona en quien se centraba la correspondencia de la reina y Mme Isabel. En su casa pasé como su hombre de negocios, y sus sirvientes tenían órdenes de dejarme entrar a cualquier hora del día o de la noche. Es sabido qué buen carácter y qué noble devoción esta dama mostraba en todos los peligros de la familia real y en tantas circunstancias llenas de peligro para ella misma.

Tras la liberación de María Teresa de Francia del Temple en 1795, Sérent, al igual que Luisa Isabel de Croy, se negó a atenderla y a acompañarla durante su viaje a Austria. 
En 1799, Sérent asistió al matrimonio entre María Teresa y su primo el duque de Angulema en Jelgava, siendo asignada como dama de honor de María Teresa, puesto que ostentó hasta su muerte. Su hija, quien la había acompañado, fue igualmente asignada al palacio de María Teresa, acompañando ambas a la duquesa de Angulema a Inglaterra en 1808.
En 1814, Sérent regresó a Francia tras la Restauración borbónica, continuando al servicio de María Teresa como su principal dama de compañía. Tras su muerte en 1823, Sérent fue sucedida como dama de honor por su hija Anne-Félicité Simone de Sérent.